# Marius Mondelé
Marius Fernand Mondelé (Sint-Jans-Molenbeek, 12 december 1913 - Libramont-Chevigny, 7 februari 1981) was een Belgisch voetballer die speelde als aanvaller. Hij speelde in de Eerste klasse bij Daring Brussel en was tweemaal Belgisch topschutter. Mondelé speelde 4 wedstrijden voor de Rode Duivels.
Mondelé debuteerde in het eerste elftal van Daring in 1931. Vanaf 1934 was de club een van de topclub in de Belgische competitie en Mondelé behaalde met de ploeg de landstitel in in 1936 en 1937. De ploeg werd eveneens tweede in 1934 en 1938 en won in 1935 de Beker van België. Mondelé werd topschutter in de Eerste klasse in 1935 met 28 doelpunten en in 1938 met 32 doelpunten. Mondelé was de man die op 10 februari 1935 de historische reeks van 60 wedstrijden zonder nederlaag stopte van het ongenaakbare Union Sint-Gillis. Hij scoorde in die wedstrijd de twee doelpunten. In totaal speelde hij 154 wedstrijden in de hoogste afdeling en scoorde 114 doelpunten.
In 1935 en 1936 speelde Mondelé vier wedstrijden voor het Belgisch voetbalelftal maar kon niet scoren.
Nadat Daring in 1939 naar Tweede klasse was gedegradeerd bleef hij er tijdens de Tweede Wereldoorlog nog voetballen tot in 1945. In dat jaar ging Mondelé naar SC Elsene dat in de provinciale afdelingen uitkwam. Hij bleef er vijf seizoenen voetballen.
In 1950 kreeg Mondelé de kans om speler-trainer te worden bij RCS Libramont dat net naar Bevordering, de huidige Vierde klasse, gestegen was. Hij bleef er eveneens vijf seizoenen actief, de eerste jaren ook nog als speler, daarna enkel nog als trainer. In 1955 degradeerde de ploeg naar de Eerste provinciale en Mondelé zette een punt achter zijn voetballoopbaan.
Mondelé had zich intussen in Libramont gevestigd en was nog enkele jaren trainer van de plaatselijke hockeyploeg. Daarna werd hij directeur van het plaatselijke sportcentrum. Hij stierf in 1981 aan een hartinfarct.